# Der pariser Tango
Singles de Mireille Mathieu
Ganz Paris ist ein Theater
(1971) Akropolis Adieu
(1971)
Der pariser Tango est une chanson allemande de la chanteuse française Mireille Mathieu. Chanson très populaire en Allemagne, elle est souvent reprise sur les compilations de l'artiste en Allemagne. Il y a aussi une version française moins connue qui s'appelle "Paris un Tango".